# Johann Gustav Droysen
Esta página contém alguns caracteres especiais e é possível que a impressão não corresponda ao artigo original.
Johann Gustav Droysen (Trzebiatów, Pomerânia, 6 de julho de 1808 – Berlim, 19 de junho de 1884) foi um dos mais importantes historiadores alemães do século XIX.

## Biografia
Droysen estudou na escola ginasial de Estetino, ingressando em 1826 na Universidade de Berlim, onde se graduou em Filologia Clássica e Filosofia.
Os primeiros anos do seu percurso acadêmico foram marcados pela relativa precariedade da sua situação material. Filho de um capelão militar prussiano, que falecera precocemente em 1816, o jovem Droysen somente pôde perceber educação ginasial e superior, porque os antigos companheiros de estudo de seu pai lhe ofereceram algum suporte financeiro. Tais circunstâncias desfavoráveis levaram-no cedo a desempenhar atividades profissionais paralelamente aos estudos. Já em 1826, ano em que se matriculara na universidade, passou a dar lições particulares, inclusivamente ao compositor Felix Mendelssohn, com quem cultivou estreita amizade.
Em 1831, começou a lecionar regularmente no Gymnasium do Grauenkloster, em Berlim, escola onde trabalharia por 12 anos. Também nesse 1831, obteve o doutoramento, com uma dissertação acerca do Egito na época helenística, na qual trabalhou sob a orientação do filólogo August Boeckh. De modo a custear os seus estudos doutorais, assumiu a tradução para o alemão das obras de Ésquilo, trabalho que foi publicado em 1832. Habilitou-se em 1833 com uma biografia do imperador macedônico Alexandre. Esta veio a constituir a primeira parte da sua História do Helenismo, à qual, respectivamente em 1836 e 1843, acrescentou mais dois volumes. Em 1835, passou a lecionar como professor extraordinário na Universidade de Berlim. Entre 1836 e 1838, publicou as suas traduções das comédias de Aristófanes.

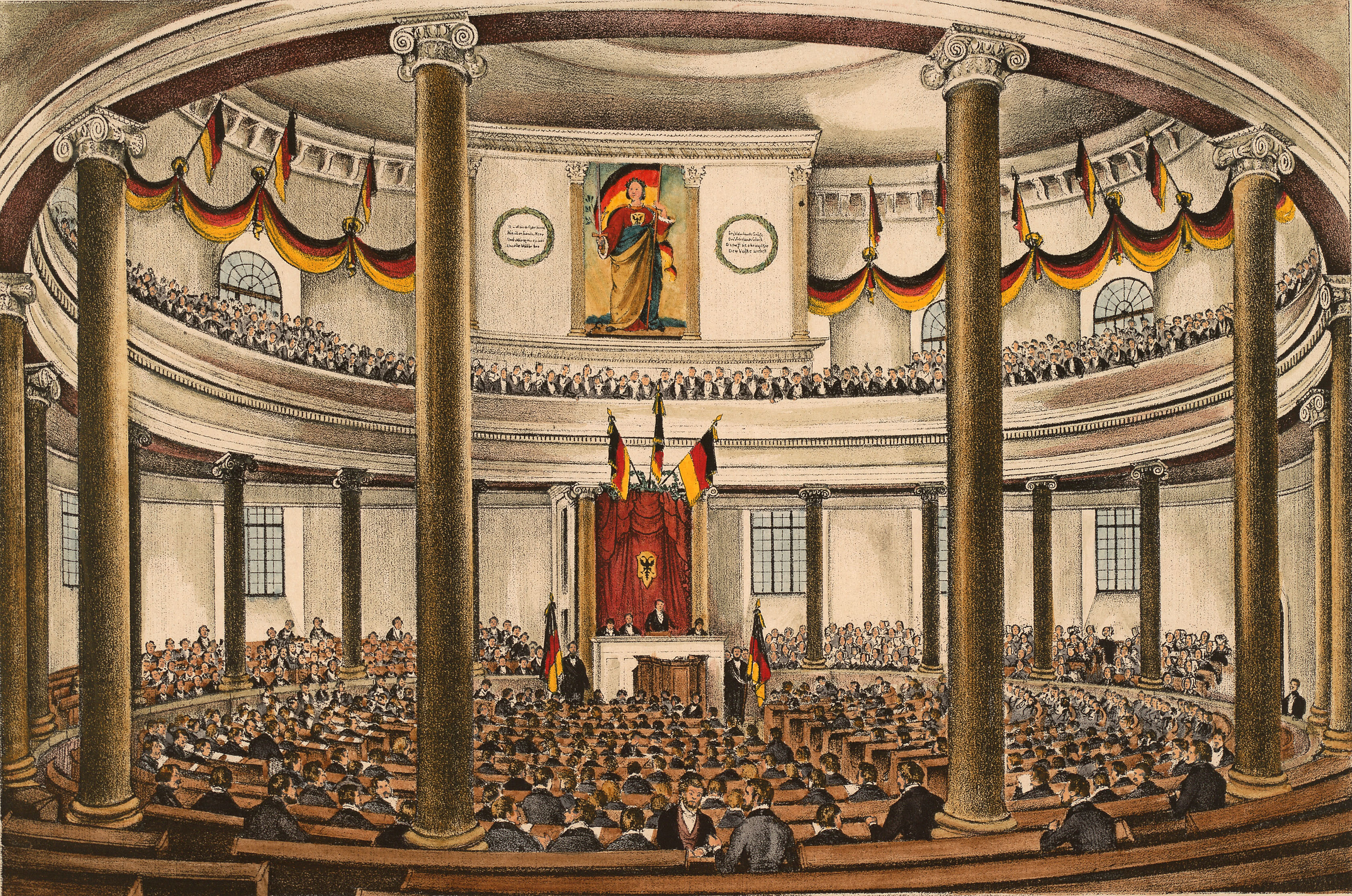
Primeira Assembléia Nacional Constituinte Alemã, 1848-49, Igreja de São Paulo, Frankfurt.

Uma nova fase da sua carreira intelectual iniciou-se em 1840, quando foi chamado a assumir a cadeira de História na Universidade de Kiel. A partir daí, deslocou os seus interesses de investigação da antiguidade clássica para o período moderno, e da filologia para a história política. As Conferências sobre as Guerras de Libertação são o mais consistente testemunho dessa mudança. Publicadas em 1846, tratam da história das revoluções que inauguraram a modernidade política ocidental, destacando sobretudo a Independência dos Estados Unidos (1776), a Revolução Francesa (1779-1815) e o movimento prusso-alemão de resistência à dominação napoleônica (1813-1815).
A mudança para Kiel também marcou o início da sua participação ativa na vida política alemã. Engajou-se, a princípio, no movimento de oposição às pretensões dinamarquesas sobre os ducados de Schleswig e Holstein. A sua participação na primeira assembleia constituinte dos estados alemães que, entre 1848 e 1849, teve lugar na Igreja de São Paulo, em Frankfurt, foi um desdobramento de tal engajamento.
Derrotado o projeto de unificação nacional que defendera na assembleia constituinte, Droysen regressou à vida acadêmica. Em 1852, retaliações políticas em Kiel motivaram a sua transferência para a Universidade de Jena, onde passaria a concentrar as suas investigações na história do estado prussiano. Entre 1851 e 1852 publicou os três volumes da sua biografia do Conde Yorck von Wartenburg, um importante chefe militar prussiano da época das guerras contra a França napoleônica. Em 1855, iniciou a sua História da Política Prussiana, obra que alcançaria quatorze volumes e ficaria inconclusa em razão do seu falecimento.
Em 1859, transferiu-se para a Universidade de Berlim. Em 1866, passou a integrar a Academia Berlinense de Ciências. Em 1877, foi nomeado historiógrafo da Casa Real de Brandemburgo, honraria que lhe facultou acesso irrestrito aos arquivos prussianos.
Droysen foi casado por duas vezes. A sua primeira esposa foi Marie Mendel (1820-1847), que faleceu precocemente, deixando-lhe dois filhos e duas filhas. Posteriormente, em 1849, casou-se com Emma Michaelis (1829-1883), com quem teve mais um filho.

## Droysen e a teoria da história

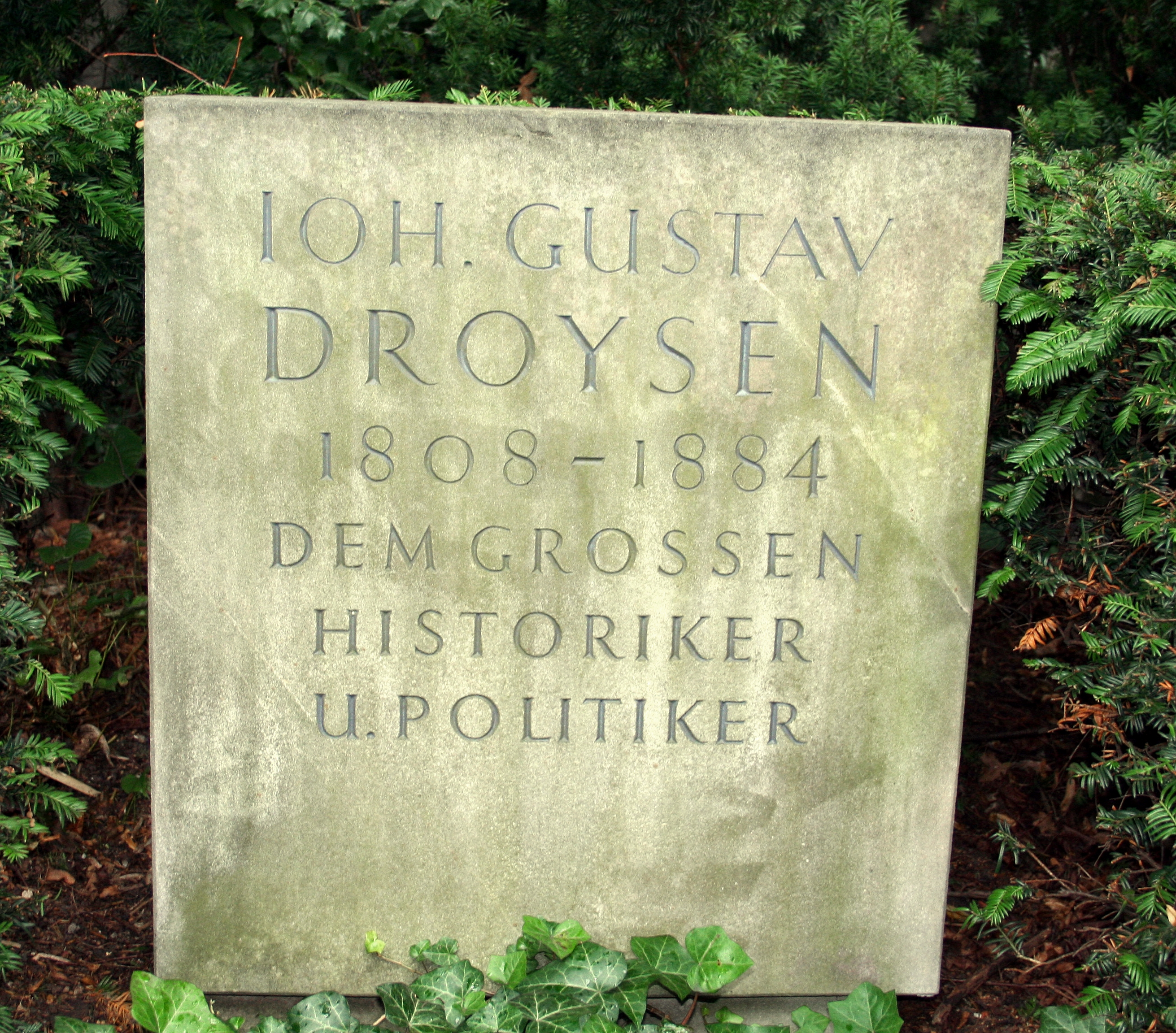
Túmulo de Droysen no Cemitério da Igreja dos Doze Apóstolos, em Berlim-Schöneberg.

Droysen notabilizou-se não somente pelos trabalhos acerca da antiguidade grega e da história moderna européia e prussiana, mas também pelas suas reflexões sobre teoria e metodologia da ciência histórica. Estas foram expostas em cursos acadêmicos que, a partir de 1857, passou a oferecer frequentemente, muitas vezes sob a designação Historik.
A originalidade da teoria da história de Droysen decorre da síntese de três perspectivas teóricas, que até então não haviam sido interconectadas de forma sistemática, nomeadamente: a teoria da historicidade do mundo humano, exposta exemplarmente pela filosofia da história de Hegel, a teoria do conhecimento histórico e a teoria do método histórico. Tal síntese foi concebida por Droysen no contexto da autonomização da história enquanto disciplina acadêmica nas universidades alemãs. Tinha em vista, portanto, delimitar e fundamentar a especificidade do conhecimento histórico, sobretudo por contraposição à filosofia e às ciências naturais. Ao contrário da reflexão filosófica, a historiografia é, para Droysen, o resultado de uma cognição empírica e não especulativa. Por outro lado, essa orientação empírica diverge do padrão característico das chamadas ciências naturais, uma vez que promove o conhecimento do mundo empírico sem recorrer ao procedimento da remissão de fenômenos particulares a leis gerais.
Tal posição intermediária entre a especulação filosófica e a explicação causal das ciências naturais foi o que estimulou historiadores, filósofos, filólogos e sociólogos, a partir da segunda metade do século XIX, a investigar e ressaltar a especificidade metodológica das ciências humanas. Droysen é o nome mais importante da primeira fase dessa discussão. O procedimento metódico característico da ciência da história foi por ele definido por meio da fórmula “compreensão mediante pesquisa” (forschendes Verstehen).

## Principais obras

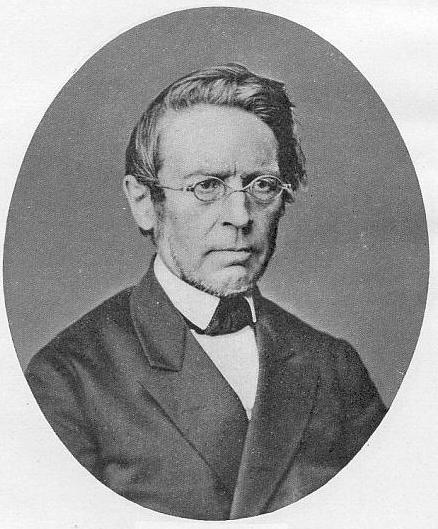

- (1832) Des Aischylos Werke, 2 vols. (Tradução).
- (1833) Geschichte Alexanders des Großen (2. ed., 1877-78: Geschichte des Hellenismus, vol. 1).
- (1835-38) Des Aristophanes Werke, 3 vols. (Tradução).
- (1836) Geschichte der Diadochen. Geschichte des Hellenismus, vol. 1 (2. ed., 1877-78: Geschichte des Hellenismus, vol. 2).
- (1843) Geschichte der Epigonen. Geschichte des Hellenismus, vol. 2 (2. ed., 1877-78: Geschichte des Hellenismus, vol. 3).
- (1846) Vorlesungen über die Freiheitskriege (2 vols.).
- (1849) Die Verhandlungen des Verfassungs-Ausschusses der deutschen Nationalversammlung.
- (1849) Beiträge zur neuesten deutschen Geschichte
- (1850) Die Herzogthümer Schleswig-Holstein und das Königreich Dänemark. Aktenmäßige Geschichte der dänischen Politik seit dem Jahr 1806.
- (1851-1852) Das Leben von Feldmarschall Graf York von Wartenburg (3 vols.).
- (1855-1886) Geschichte der preußischen Politik (14 vols).
  - (1855) 1. Teil. Die Gründung (2. ed., 1868).
  - (1857) 2. Teil. 1. Abteilung. Die territoriale Zeit (2. ed., 1868).
  - (1859) 2. Teil. 2. Abteilung. Die territoriale Zeit (2. ed., 1870).
  - (1861) 3. Teil. 1. Abteilung. Der Staat des Großen Kurfürsten (2. ed., 1870).
  - (1863) 3. Teil. 2. Abteilung. Der Staat des Großen Kurfürsten (2. ed., 1871).
  - (1865) 3. Teil. 3. Abteilung. Der Staat des Großen Kurfürsten (2. ed., 1872).
  - (1867) 4. Teil. 1. Abteilung. Friedrich I., König von Preußen (2. ed., 1872).
  - (1869) 4. Teil. 2. Abteilung. Friedrich Wilhelm I., König von Preußen. 1. Bd.
  - (1869) 4. Teil. 3. Abteilung. Friedrich Wilhelm I., König von Preußen. 2. Bd.
  - (1870) 4. Teil. 4. Abteilung. Zur Geschichte Friedrich I. Und Friedrich Wilhelm I. von Preußen (Eine Sammlung von 33 Abhandlungen und Quellenveröffentlichungen: I. Zur Kritik der Quellen, II. Aktenstücke zur Geschichte König Friedrichs I., III. Aktenstücke zur Geschichte König Friedrich Wilhelms I.).
  - (1874) 5. Teil. Friedrich der Große. 1. Bd.
  - (1876) 5. Teil. Friedrich der Große. 2. Bd.
  - (1881) 5. Teil. Friedrich der Große. 3. Bd.
  - (1886) 5. Teil. Friedrich der Große. 4. Bd.
- (1857-1858) Grundriß der Historik (3. ed., 1882).
- (1876) Abhandlungen zur neueren Geschichte.
- (1893-1894) Kleine Schrifften zur alten Geschichte (2. vols; ed. Rudolf Hübner).
- (1929) Briefwechsel (2 vols; ed. Rudolf Hübner).
- (1933) Politische Schriften. (ed. Felix Gilbert).
- (1937) Historik. Vorlesungen über Enzyklopädie und Methodologie der Geschichte (ed. Rudolf Hübner).
- (1972) Texte zur Geschichtstheorie (ed. Günther Birtsch; Jörn Rüsen).
- (1977) Historik. Band 1. Rekonstruktion der ersten vollständigen Fassung der Vorlesungen (1857); Grundriß der Historik in der ersten handschriftlichen (1857/58) und in den letzten gedruckten Fassung (1882) (ed. Peter Leyh).
- (2007) Historik. Band 2. Texte im Umkreis der Historik (1826-1882)  (ed. Horst-Walter Blanke).

## Traduções daHistorik

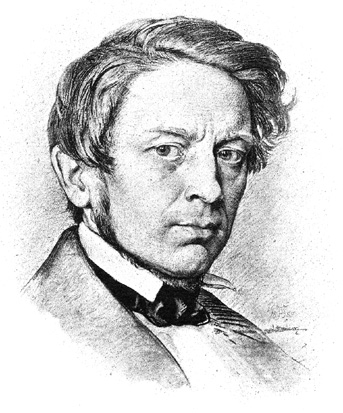

- (1887) Précis de la Science de l'Histoire (trad. P.-A. Dormoy, da 3. ed. do Grundriss der Historik, 1882). Paris: E. Leroux.
- (1893) Outline of the Principles of History (trad. Benjamin Andrews, da 3. ed. do Grundriss der Historik, 1882). Boston: Ginn & Co.
- (1937) 史学綱要 (Shigaku Kouyou) (trad. Toshio Kanba, do Grundriss der Histork). Tokyo: Toukou Shyoin.
- (1943) Sommario di Istorica (trad. D. Cantimori, do Grundriss der Historik, 1882). Firenze: Sansoni.
- (1966) Istorica. Lezioni sulla Enciclopedia e Metodologia della Storia (trad. Luigi Emery, da ed. Hübner, 1937). Milano; Napoli: Ricciardi.
- (1983) Histórica. Lecciones sobre la Enciclopedia y Metodologia de la Historia (trad. Ernesto Garzón Valdés & Rafael Gutiérrez Girardot, da ed. Hübner, 1937). Barcelona: Alfa.
- (1986) 歷史知識的理論 (Lìshǐ Zhīshì de Lǐlùn) (trad. Hu Chang-Tze, de excertos da ed. Leyh, 1977). Taipei: Linkingbooks.
- (1989) Compendio di Istorica (Prima versione manoscritta completa, 1857-1858) (trad. Silvia Caianiello, da 1. ed. priv. do Grundriss der Historik, 1957-1958). In: Archivio di Storia della Cultura, a.2, p. 325-339.
- (1994) Istorica. Lezioni di Enciclopedia e Metodologia della Storia, 1857 (trad. Silvia Caianiello, das eds. Leyh, 1977 e Birtsch & Rüsen, 1972). Napoli: Guida.
- (2002) Précis de Théorie d'Histoire (trad. e nts. Alexandre Escudier, do Grundriss der Historik, 1882). Paris: Ed. du Cerf.
- (2004) Историка (Istorika) (trad. G. I. Federov, da ed. Hübner, 1937). Sankt-Peterburg: Vladimir Dal'.
- (2009) Manual de teoria da história (trad. Sara Baldus & Júlio Bentivoglio, do Grundriss der Historik, 1882). Petrópolis: Vozes.